# 善無畏

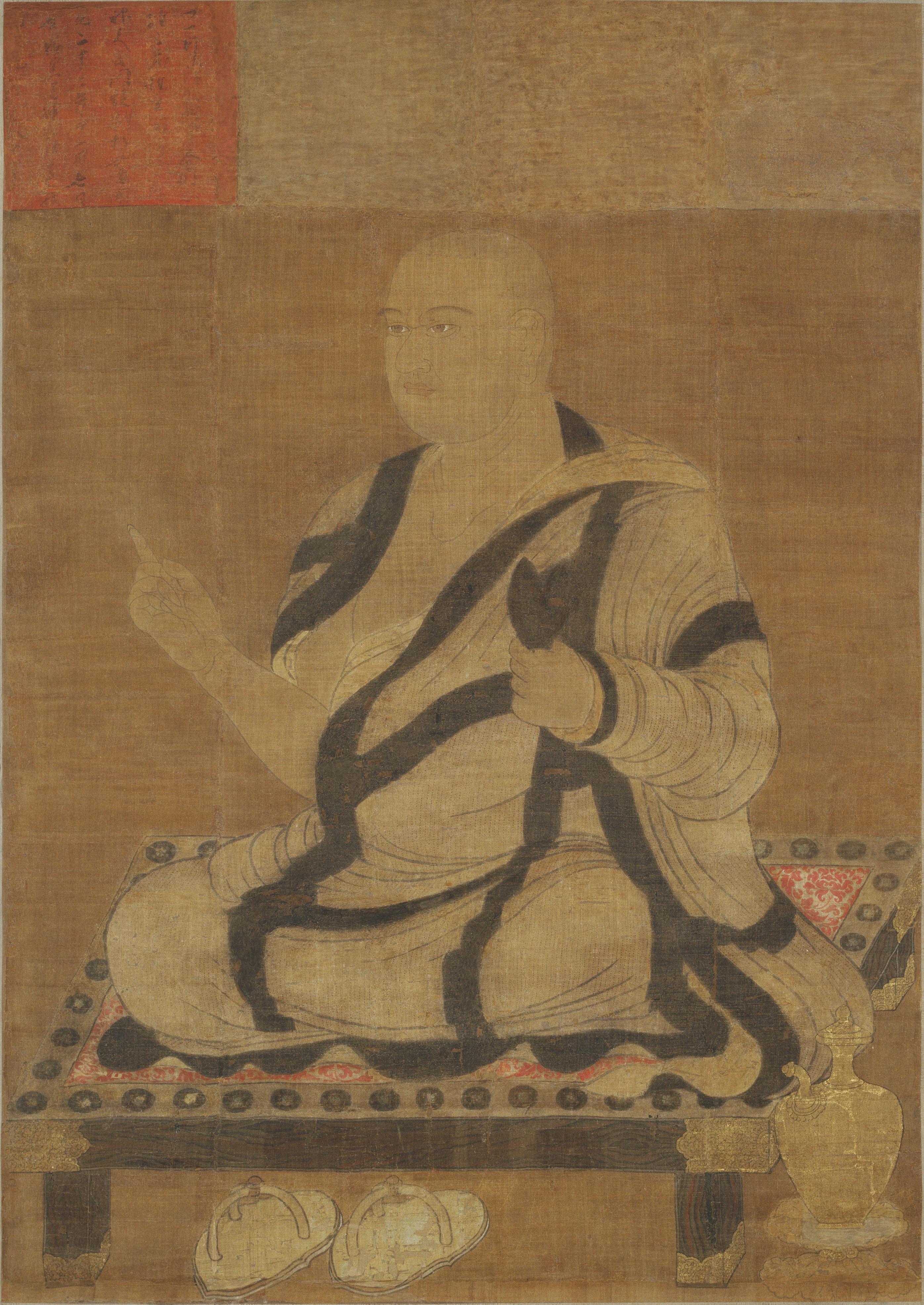
善無畏（奈良国立博物館所蔵『真言八祖像』のうち）

善無畏（ぜんむい、梵: Śubhakarasiṃha、シュバカラシンハ、637年 - 735年11月25日（開元23年11月7日））は、インド・摩伽陀国の国王、訳経僧である。輸波迦羅（しゅばから）とも表記される。

## 経歴
- 637年、中部インドの貴族家庭に生まれる。幼年より神童と称され、摩伽陀国の国王となる。兄たちの反乱を平定した後、出家[1]、ナーランダー僧院にて達磨笈多（だるまきくた、ダルマグプタ）に師事し、彼から密教を学ぶ[1]。

- 716年、玄宗統治下の唐・長安に赴く。『虚空蔵求聞持法』、『大毘遮那経（大日経）』などを漢訳する。
- 同時代の人物には金剛智、不空、一行、恵果等がいる。中国密教では三蔵法師の一人でもある事から「善無畏三蔵」と尊称し、日本の真言宗でも「真言八祖」とは別の系統である、「伝持の八祖」では第五祖に配される。

## 著作
- 『無畏三蔵禅要』、唐代の禅僧が善無畏三蔵にインド密教の「禅定」について質問した記録。真言宗では三昧耶戒の資料として参照される。中国では禅宗においても戦前まで広く読まれていた。

## 日本渡来伝説
六国史などの公的な記録には無いが、　
- （年月不詳）布教のために来日した善無畏が、糟屋郡篠栗町若杉山の道中にグーズ（大亀）に出会い山頂まで運んでもらう。善無畏は感謝して八大龍王の儀式を行なうとグーズは岩と化した。これが現在グーズ岩と呼ばれる大岩として残存しているという[2]。
- 717年（養老元年）京丹後市の縁城寺に千手観音像を安置した[3]。
- 718年（養老2年）南砺市の安居寺を開く。後に行基が伽藍を造営した[3]。
- 718年（養老2年）橿原市の久米寺に仏舎利と大日経を納め宝塔を建立した[3]。
- 720年（養老4年）横浜市の後に弘明寺となる地に結界を張って浄域とした。後に行基が伽藍を造営した[3]。

などの伝説が各地に残る。